# Elegant stealth
Elegant Stealth is het 21ste studioalbum van de Britse rockband Wishbone Ash. De songs van dit album werden ook gespeeld tijdens de Europese tournee van de band in 2012.

## Tracklisting
Alle nummers zijn gezamenlijk geschreven door de leden van de band, behalve als het anders vermeld staat.  
| Nr. | Titel                            | Duur  |
| --- | -------------------------------- | ----- |
| 1.  | Reason to believe                | 4:21  |
| 2.  | Warm tears                       | 5:02  |
| 3.  | Man with no name                 | 4:18  |
| 4.  | Can ’t go it alone (Pat McManus) | 5:39  |
| 5.  | Give it up (Andy Powell)         | 5:07  |
| 6.  | Searching for sattelites         | 6:02  |
| 7.  | Heavy weather                    | 6:40  |
| 8.  | Mud-Slick (Manninen)             | 4:14  |
| 9.  | Big issues                       | 7:42  |
| 10. | Migrant worker                   | 5:13  |
| 11. | Invisible thread                 | 11:34 |

Het slotnummer Invisible Thread bevat een verborgen opname (hidden track). Na een stilte van circa een minuut volgt een remix van de openingstrack Reason to believe.

## Muzikanten

### Wishbone Ash
- Andy Powell – gitaar, zang
- Muddy Manninen – gitaar, zang
- Bob Skeat – basgitaar, zang
- Joe Crabtree – drumstel en percussie

### Gastmuzikanten
- Don Airey (Deep Purple, Ozzy Osbourne, Black Sabbath)-orgel op Mud Slick
- Pat McManus (Mama’s Boys, Celtus, Pat McManus Band)-viool op Can 't go it alone.

## Productie
Alle nummers zijn opgenomen in de Cross Six Studios in Lancashire, Engeland. Het opnamewerk gebeurde door Tom Greenwood, behalve Reason to believe en Man with no name die zijn opgenomen door Stephan Earnst. De mix heeft plaatsgevonden in de Sperate Sounds Studios in Neurenberg, Duitsland.  